# Liga de Futebol do Catar
A Liga do Catar ou Q-League (em árabe: دوري نجوم قطر) é a primeira divisão do futebol do Catar. Também existe a segunda divisão no país.

## Regulamento
O acesso à Q-League e o rebaixamento à segunda divisão seguem o padrão dos outros campeonatos da Europa, onde o o campeão da segunda divisão é promovido e o último colocado da Q-League é rebaixado. Não existe rebaixamento na segunda divisão.

## Campeões
- 1965/66: Al-Maref
- 1966/67: Al-Oruba
- 1967/68: Al-Oruba
- 1968/69: Al-Oruba
- 1969/70: Al-Oruba
- 1970/71: Al-Oruba
- 1971/72: Al-Sadd
- 1972/73: Al-Esteqlal
- 1973/74: Al-Sadd
- 1974/75: Não disputado
- 1975/76: Al-Rayyan
- 1976/77: Al-Esteqlal
- 1977/78: Al-Rayyan
- 1978/79: Al-Sadd
- 1979/80: Al-Sadd
- 1980/81: Al-Sadd
- 1981/82: Al-Sadd
- 1982/83: Al-Rayyan
- 1983/84: Al-Arabi Sports Club
- 1984/85: Al-Rayyan
- 1985/86: Al-Arabi Sports Club
- 1986/87: Al-Rayyan
- 1987/88: Al-Sadd
- 1988/89: Al-Sadd
- 1989/90: Al-Sadd
- 1990/91: Al-Rayyan
- 1991/92: Al-Arabi Sports Club
- 1992/93: Al Ittihad Doha
- 1993/94: Al-Arabi Sports Club
- 1994/95: Al-Arabi Sports Club
- 1995/96: Al-Rayyan
- 1996/97: Al-Arabi Sports Club
- 1997/98: Al-Arabi Sports Club
- 1998/99: Al Ittihad Doha
- 1999/00: Al-Wakra
- 2000/01: Al-Sadd
- 2001/02: Al-Wakra
- 2002/03: Al Ittihad Doha
- 2003/04: Qatar Sports Club
- 2004/05: Al-Gharafa
- 2005/06: Al-Sadd
- 2006/07: Al-Sadd
- 2007/08: Al-Gharafa
- 2008/09: Al-Gharafa
- 2009/10: Al-Gharafa
- 2010/11: Lekhwiya
- 2011/12: Lekhwiya
- 2012/13: Al Sadd
- 2013/14: Lekhwiya
- 2014/15: Lekhwiya
- 2015/16: Al-Rayyan
- 2016/17: Lekhwiya
- 2017/18: Al-Duhail
- 2018/19: Al-Sadd
- 2019/20: Al-Duhail
- 2020/21: Al-Sadd
- 2021/22: Al-Sadd
- 2022/23: Al-Duhail
- 2023/24: Al-Sadd
- 2024/25: Al-Sadd

## Títulos por clubes

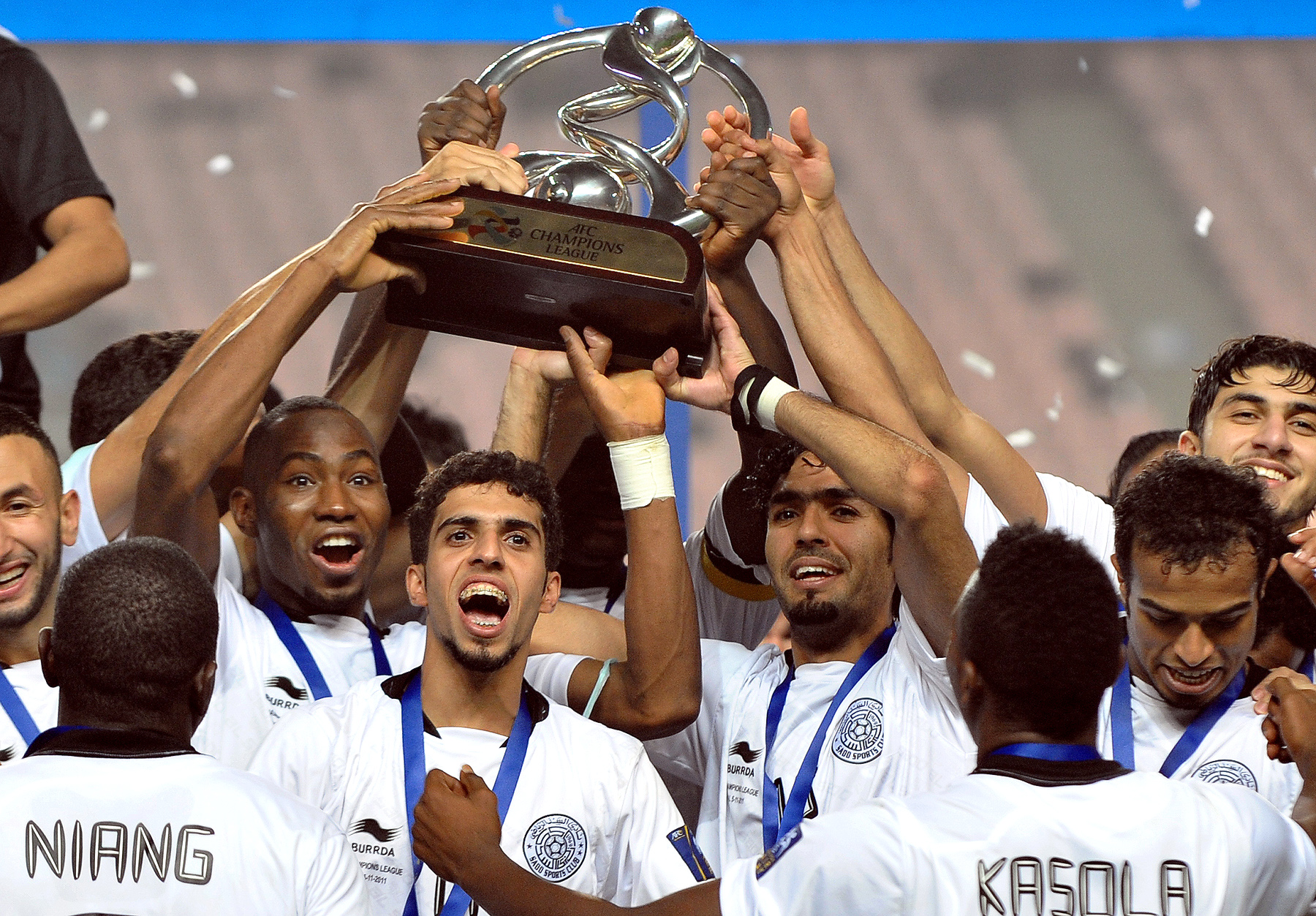
Al Sadd o maior vencedor da liga

| #  | Clube                          | Títulos | Vices |
| -- | ------------------------------ | ------- | ----- |
| 1  | Al-Sadd SC                     | 18      | 4     |
| 2  | Qatar SC                       | 8       | 5     |
| 3  | Al-Rayyan SC                   | 8       | 5     |
| 4  | Al-Gharafa SC                  | 7       | 2     |
| 5  | Al-Arabi SC                    | 7       | 1     |
| 6  | Al-Duhail (antigo Lekhwiya SC) | 6       | 2     |
| 7  | Al-Wakrah SC                   | 2       | 0     |
| 8  | Al Maref                       | 1       | 0     |
| 9  | El Jaish SC                    | 0       | 2     |
| 10 | Al Ahli SC                     | 0       | 1     |

### Por cidades
| Cidade    | Títulos | Clubes                                                                                         |
| --------- | ------- | ---------------------------------------------------------------------------------------------- |
| Doha      | 47      | Al-Sadd SC (18), Qatar SC (8), Al-Gharafa SC (7), Al-Arabi SC (7), Al-Duhail (6), Al Maref (1) |
| Al Rayyan | 8       | Al-Rayyan SC (8)                                                                               |
| Al Wakrah | 2       | Al-Wakrah SC (2)                                                                               |

### Por regiões
| Região             | Títulos | Clubes                                                                                         |
| ------------------ | ------- | ---------------------------------------------------------------------------------------------- |
| Doha               | 47      | Al-Sadd SC (18), Qatar SC (8), Al-Gharafa SC (7), Al-Arabi SC (7), Al-Duhail (6), Al Maref (1) |
| Al Rayyan          | 8       | Al-Rayyan SC (8)                                                                               |
| Al Wakrah          | 2       | Al-Wakrah SC (2)                                                                               |
| Al Ghuwariyah      | -       |                                                                                                |
| Al Jumaliyah       | -       |                                                                                                |
| Al Khor            | -       |                                                                                                |
| Jariyan al Batnah  | -       |                                                                                                |
| Madinat ash Shamal | -       |                                                                                                |
| Umm Salal          | -       |                                                                                                |
| Mesaieed           | -       |                                                                                                |

## Prêmios
Um sistema de premiação foi desenvolvido em 2006, em que o melhor jogador e treinador da temporada do futebol são selecionados por um juri de jornalistas. Cada vencedor recebe US$ 100.000.
Há também um prêmio de melhor jogador sub-18.
| Ano  | Jogador do Ano       | Clube        | Treinador do Ano   | Clube         |
| ---- | -------------------- | ------------ | ------------------ | ------------- |
| 2006 | Sebastián Soria      | Al Gharafa   | Jorge Fossati      | Al Sadd       |
| 2007 | Emerson Sheik        | Al Sadd      | Jorge Fossati      | Al Sadd       |
| 2008 | Aziz Ben Askar       | Umm Salal    | Marcos Paquetá     | Al Gharafa    |
| 2009 | Leonardo Pisculichi  | Al Arabi     | Sebastião Lazaroni | Qatar SC      |
| 2010 | Juninho Pernambucano | Al Gharafa   | Caio Júnior        | Al Gharafa    |
| 2011 | Bakari Koné          | Lekhwiya     | Abdullah Mubarak   | Al Ahli       |
| 2012 | Rodrigo Tabata       | Al-Rayyan    | Diego Aguirre      | Al-Rayyan     |
| 2013 | Khalfan Ibrahim      | Al Sadd      | Hussein Amotta     | Al Sadd       |
| 2014 | Nadir Belhadj        | Al Sadd      | Sami Trabelsi      | Al-Sailiya SC |
| 2015 | Hassan Al-Haidos     | Al Sadd      | Michael Laudrup    | Lekhwiya SC   |
| 2016 | Rodrigo Tabata       | Al-Rayyan    | Jorge Fossati      | Al-Rayyan     |
| 2017 | Nam Tae-hee          | Lekhwiya     | Jesualdo Ferreira  | Al Sadd       |
| 2018 | Youssef Msakni       | Al-Duhail SC | Djamel Belmadi     | Al-Duhail SC  |